# Laurence Nerbonne
Laurence Nerbonne, née le 24 mars 1985 à Gatineau au Québec, est une chanteuse pop québécoise.

## Biographie
L'artiste est plus qu'une chanteuse pop. Auteure-compositrice, réalisatrice en plus d'être la beatmaker de ses propres chansons, Laurence Nerbonne propose une pop urbaine bien à elle, tantôt coup de gueule et revendicatrice, tantôt lumineuse et émotive. Ses beats, qui empruntent des sonorités hip hop et trap, ne rivalisent pas avec ceux des voisins du Canada aux États-Unis.
Récipiendaire de plusieurs prix et distinctions, Laurence Nerbonne sait se réinventer constamment et apporter une brise de fraîcheur à la musique pop au Canada francophone.
Connue pour son travail de « frontwoman » au sein du groupe Hôtel Morphée, qui était un quatuor indie rock et qui avait signé son arrêt en février 2015, Laurence avoue être sortie la parution de XO, son premier album en 2016.
Elle remporte le prix Juno pour le Meilleur album francophone de l'année 2017 pour son album XO.
En plus de sa victoire aux prix Juno, elle remporte le Prix de la chanson SOCAN en 2016 dans la catégorie langue française pour la chanson Rêves d'été.
Son album troisième album « OMG » qu'elle a lancé en mars 2021, propose un judicieux mélange de pop aux accents R&B et de rap, bien ficelé dans une production très actuelle. Sur cet album qu'elle a entièrement auto-réalise, écrit et composé, l'artiste dévoile plusieurs facettes de sa personnalité.
En 2021, la chanteuse compose la nouvelle chanson thème de Star Académie, intitulée "Changer le monde".
Laurence Nerbonne, qui a notamment signé les chansons Première ministre et Queens sur  l'album OMG, n'a jamais hésité à se prononcer sur la place des femmes en musique et à chanter son féminisme. Son quatrième album Le ciel est beau regarde les nuages ne fait pas exception, apparu au début de 2024. Sur la chanson Cowgirl aux sonorités country rap, par exemple, un « hymne de girl power » chanté en collaboration avec la chanteuse Mitsou qui a repris le micro pour l'occasion, le féminisme s'affirme avec panache.

## Prix et distinctions
- 2010 : prix Coup de cœur, La Voix de l'Est remis au groupe Hôtel Morphée
- 2010 : prix Francofolies de Montréal remis au groupe Hôtel Morphée
- 2016 : prix SOCAN (La Société canadienne des auteurs, compositeurs et éditeurs de musique) de la chanson Rêves d'été[7]
- 2016 : révélation de Radio Canada[8]
- 2016 : nomination à l'ADISQ pour l'album pop de l'année XO
- 2016 : nomination pour le prix Félix-Leclerc de la chanson
- 2017 : récipiendaire du Prix Juno pour l'album francophone de l'année XO
- 2017 : récipiendaire du prix au Gala alternatif de la musique indépendante du Québec (GAMIQ) pour l'album pop de l'année XO[9]
- 2020 : nomination pour l'album pop de l'année Feu à l'ADISQ
- 2020 : nomination pour vidéoclip de l'année Back Off aux prix Juno
- 2021 : récipiendaire du prix Gilles Vigneault « Carrière en marche » par la SPACQ[10]